# France 2
France 2 és un canal públic de televisió francès, pertanyent a France Télévisions. Aquest canal està disponible a Andorra, França, Bèlgica i Luxemburg.

## Història

### La deuxième chaîne (o segona cadena)
France 2 va néixer el 21 de desembre de 1963 com la segona cadena de la RTF (Radiodiffusion-Télévision Française), encara que la seva inauguració oficial va tenir lloc el 8 d'abril de 1964, sent rebuda per només el 20% dels francesos. En el mateix moment, Denise Fabre (una famosa conductora de televisió) és contractada com a presentadora de la segona cadena.
Cal destacar que, a partir del 10 de setembre de 1959, la RTF va realitzar diverses proves per a tractar d'emetre un segon canal en 819 línies als canals 10 i 12 de la banda III de VHF des de l'emissor de la Torre Eiffel per tal que els dos canals francesos es pogueren captar amb la mateixa antena. El segon canal havia de començar oficialment el 2 de gener del 1960, però, les emissions foren un fracàs, ja que la recepció estava molt fortament interferida en ambdues freqüències i, per tant, es va abandonar aquest procediment, i el segon canal va començar regularment les emissions el 21 de desembre del 1963 a la banda de l'UHF.
No obstant, però, el 16 de maig de 1963, la torre Eiffel permet que un emissor experimental de 100 kilovats realitze proves d'emissió de la futura segona cadena de la RTF en color SECAM al canal 22 de l'UHF de la regió parisenca. Anteriorment, des del 20 de desembre del 1961, l'únic canal de la RTF havia començat emissions experimentals en color SECAM a la regió parisenca, procediment que l'ORTF 1 abandonaria el 1967. Al mes de juliol del 1963, la segona cadena experimental de la RTF emet per primera vegada cartes d'ajust en color SECAM.
El 15 de setembre de 1966 s'emet el primer noticiari Vingt-quatre heures d'actualités (24 hores d'Actualitat), presentat per Jean Lanzi i dirigit per Louis Roland Neil. El 6 abril 1967 comença Les Dossiers de l'écran (Els expedients de la pantalla) d'Armand Jammot, programa que va durar 24 anys en què es mostrava una pel·lícula i després es debatia sobre ella, el que va permetre abordar temes sobre la realitat social.
El diumenge 1 d'octubre de 1967 a les 14:15, la segona cadena passa a emetre en color gràcies al sistema SECAM (Séquentiel couleur à mémoire o Seqüència de color amb memòria) i el dia 10 del mateix mes, comença a difondre la sèrie americana Missió: Impossible. Els Shadoks, sèrie animada de Jacques Rouxel et René Borg, es comença a projectar el 29 d'abril de 1968. El 4 d'abril de 1970, es comencen a emetre simultàniament els telenotícies regionals en la primera i en la segona cadena. La publicitat de marca s'introdueix el gener de 1971.
El gener de 1972, Armand Jammot reemplaça Le mot li plus long (La paraula més llarga) per Des Chiffre et des lettres (Xifres i Lletres), que encara roman en patalla, i Jacques Chancelas llança Le Grand echiquier (El Gran Tauler) el 12 de gener. El 3 de juliol, la llei que regeix els estatuts de l'ORTF (Office de Radiodiffusion-Télévision Française, que reemplaçà a la RTF) crea dues cadenes diferents: La première chaîne (La primera cadena) passa a ser TF1 i La deuxième chaîne (La segona cadena) passa a ser Antenne 2, encara que això només es va concretar el 1974.
Les grans sèries en color de l'ORTF es van estrenar en la segona cadena a principis dels '70: Tot va començar amb Arsène Lupin el 18 de març de 1971, que va finalitzar el 1974, després va venir Les Rois Mauditsentre el 21 de desembre de 1972 i el 24 de gener de 1973, realitzat per Claude Barma i adaptat de l'obra de Maurice Druon per Marcel Jullian, i després Brigades du Tigre entre el 21 de diciemnre de 1974 i l'11 de novembre de 1983.
Arran del xoc petrolífer de 1974, les emissions van haver acabar a les 23 per estalvi d'energia.

### Antenne 2 ("Antena 2")
La societat nacional de televisió Antenne 2 neix el 8 de juliol de 1974, quan Jacques Chirac, llavors primer ministre, presenta el projecte de llei de reforma del sector audiovisual.
Mitjançant la llei del 7 d'agost de 1974, l'ORTF es divideix en set organismes autònoms, incloses tres societats nacionals de televisió: Télévision Française 1 (TF1), Antenne 2 i France-Régions 3 (FR3), la Société française de production (SFP), Télédiffusion de France (TDF),Radio France, i l'Institut national de l'audiovisuel (INA). Així es manté el monopoli de l'Estat. La llei entra en aplicació el 6 de gener de 1975. Cadascuna de les societats es van haver de col·locar sota la tutela del Primer Ministre. A petició del Govern, la redacció de la primera cadena, jutjada com a massa irrespectuosa, donà pas a la segona cadena amb una audiència més reduïda que li donarà menys importància.
El 7 d'octubre de 1974, amb la reorganització de l'ORTF en sis companyies de televisió separades, ORTF 2 va passar a ser Antenne 2 (A2). En aquella època, la Unió Europea de Radiodifusió donava a les tres cadenes franceses el nom de Télevision Française 1 (TF1), Télévision Française 2 (TF2), i Télévision Française 3 (TF3). L'aleshores director de l'ORTF 1, Jean-Louis Guillaud, es va recordar d'aquestes denominacions i va patentar la de TF1, obligant les altres dues cadenes a buscar altres denominacions que, finalment, foren Antenne 2 i FR3.
El 6 de gener de 1975, Antenne 2 (coneguda per les seves sigles A2), dirigida per Marcel Jullian, comença la seva programació. La seva audiència segueix sent més reduïda que la de TF1, cosa que li permet provar noves experiències en programes com Recre A2 (infantil) i Apostrophes (literatura) o utilitzar un to menys convencional en els seus telenotícies.
El 5 de maig de 1981, el debat entre Valéry Giscard d'Estaing i François Mitterrand per les eleccions presidencials, el mediador va ser Jean Boissonnat i Michèle Cotta es va emetre simultàniament per TF1, Antenne 2 i FR3.
El 1983, gràcies al nou enfocament dels seus noticiaris (Christine Ockrent) i emissions de qualitat com Champs-Élysées, Chasse aux Trésors o Recre A2, l'audiència de Antenne 2 acaba per sobrepassar a la de TF1. Aquesta tendència dura fins a la privatització de TF1 el 1987. Apareixen nous formats com Châteauvallon el 4 de gener de 1984, la primera telenovel·la gal·la inspirada en Dallas que preval sobre la cadena competidora, o Maguy, primera comèdia francesa amb Rosy Varta i Jean-Marc Thibault llançada el febrer de 1985.
Antenne 2 és també la primera cadena francesa que transmet un programa matinal a les 06:30 amb Télématin a partir del 7 de gener de 1984, mentre els programes de les seves dues competidores només començaven cap a les 10 o 11 del matí.
Antenne 2 no va poder evitar la remuntada de TF1 ajudada pel seu nou president Hervé Bourges, que va llançar Cocoricocoboy al prehorari estel·lar, el mininoticier de Patrice Drevet que una altra vegada posa a la informació en primera plana amb una actitud líder el gener de 1985 amb l'arribada de Bruno Masur i Claude Sérillon (reemplaçat després per Marie-France Cubbada).
El setembre de 1987 va ser marcat pel retorn amb gran propaganda de TF1 i La Cinq. Antenne 2 comença llavors un descens inexorable passant del 40% d'audiència el 1986 a un 21% el 1991, quan TF1 aconseguia entre 40 i 45% i La Cinq rondava entre el 10 i 13%.
El 28 d'abril de 1988, el debat entre els 2 candidats de les eleccions presidencials, Jacques Chirac i François Mitterrand, va ser emès simultàniament per Antenne 2 i TF1.
En un esforç de reforçar la televisió pública davant de la competència privada, la CSA (Conseil Supérieur de l'Audiovisuel) per la llei del 2 i 10 agost 1989 reuneix a Antenne 2 i FR3 sota un president comú en la persona de Philippe Guilhaume, contrarestat amb la dimissió de la ministra de Cultura Catherine Tasca reemplaçada per Hervé Bourges el 19 de desembre de 1990.
El 14 de setembre de 1991, Antenne 2 és la primera cadena francesa a emetre un nou gènere de programes importat dels Estats Units, els reality show, amb l'emissió de La Nuit des héros tots els divendres a les 20:50.

### France 2
Per tractar de reconstruir un grup públic fort davant les cadenes de televisió privada i per poder donar una real cohesió, les televisions de servei públic prenen el nom de France Télévisions el 7 de setembre de 1992: Antenne 2 passa a ser France 2 i FR3 passa a ser France 3. Coment ça va bien! és un dels magazines que emet.

## Informatius

### Setmanals
- Journaux du Matin (Diari del Matí), a les 6:30, 7:00, 7:30, 8:00 i 8:45. Olivier Galzi i Sophie Le Saint presenten, alternativament, aquests informatius, durant el Télématin. Els de les 6:30 i les 8:45 són traduïts al llenguatge de signes, destinat als sords. Olivier Galzi i Sophie Le Saint són reemplaçats, en els seus permisos, per David Boeri i Elsa Pallot.

- 13 Heures, a les 13:00. Aquest noticiari té un nou format, estrenat el setembre de 2004: debats, polèmiques i preguntes, segons l'actualitat, un reportatge, i un convidat els últims 5 minuts. És presentat per Elise Lucet, reemplaçada per Olivier Galzi.

- 20 Heures, a les 20:00. Aquest noticiari és presentat per David Pujadas, sent reemplaçat per Laurent Delahousse.

- Journal de la nuit, al voltant de la mitjanit. Aquest és presentat alternadament per Jean-Claude Renaud, Laurence Piquet i Ève Metais.

### Caps de Setmana
- 13 Heures, a les 13:00. Béatrice Schönberg presenta un noticiari de 20 minuts.

- 20 Heures, a les 20:00. Format idèntic al de la setmana, és presentat per Béatrice Schönberg, reemplaçat per Françoise Laborde. La permanència de Béatrice Schönberg En l'informatiu és àmpliament criticada després del seu matrimoni amb Jean-Louis Borloo, actual Ministre d'Afers Socials. D'altra banda, per no perjudicar la credibilitat del noticiari, ella hauria demanaria alguns mesos de permís des que comença la campanya oficial de l'elecció presidencial, de manera que Françoise Laborde prendria la conducció del programa.

- Journal de la nuit, al voltant de la mitjanit. Presentat alternadament per Jean-Claude Renaud, Laurence Piquet i Ève fiqueu.

## Organització

### Presidents
- Marcel Jullian: de l'1 de gener de 1975 al desembre de 1977
- Maurice Ulrich: del desembre de 1977 a l'agost de 1981
- Pierre Desgraupes: de l'agost de 1981 al novembre de 1984
- Jean-Claude Héberlé: del novembre de 1984 a l'octubre de 1985
- Jean Drucker: de l'octubre de 1985 al desembre de 1986
- Claude Contamine: del desembre de 1986 al 10 d'agost de 1989
- Philippe Guilhaume(president comú d'Antenne 2/France Régions 3): del 10 d'agost de 1989 al 19 de desembre de 1990
- Hervé Bourges(president comú d'Antenne 2/France Régions 3): del 19 de desembre de 1990 al 7 de setembre de 1992

A partir del 7 de setembre de 1992, van passar a ser presidents de la cadena els de France Télévisions.